# Station Longhua
Station Longhua is een metrostation in Longhua in Shenzhen, China. Het is het voorlaatste station van de Longhualijn, gerekend vanaf station Futian Checkpoint. In het Chinees draagt het de naam 龍華站 en in het Engels Longhua Station.

## De omgeving en de inrichting van het station
Het station heeft twee openbare verdiepingen en is op een hoogte gebouwd waar grote vrachtwagens en bussen onderdoor de eerst openbare verdieping kunnen. Onder de twee openbare verdiepingen is een ruimte voor onderhoud. Je kan het station betreden door de vier uitgangen, genaamd A, B, C en D. Op elke hoek van het station is er een. Het station is gebouwd over de Heping Road en uitgangen A en B grenst aan de Renmin Road. Ouderen en invaliden kunnen met een lift, die bij ingang C is geplaatst, naar de eerste verdieping gaan.
Op de eerst verdieping kun je tickets kopen en er zijn winkeltjes en zelfs een KFC bij ingang B. Er zijn ook poortjes die het betaalde gebied schijdt van het onbetaalde gebied.
De tweede en de bovenste verdieping rijden de metro's. Deze station heeft een eilandperron en de metro's rijden rechts. Op de perrons zijn halve platformdeuren geplaatst. 
| ← Richting Futian Checkpoint | Volgende station: Longsheng |
| Perron 2 Perron 1            |                             |
| → Richting Qinghu            | Volgende station: Qinghu    |

Op dit moment rijden er metro's van vier rijtuigen door het station maar de metrostellen kunnen uitgebreid worden tot zes rijtuigen.
In totaal heeft deze station 6 roltrappen, 7 trappen en 2 liften.
Futian Checkpoint · Fumin · Convention & Exhibition Center · Civic Center · Children’s Palace · Lianhua North · Shangmeilin · Minle · Baishilong · Shenzhen North · Hongshan · Shangtang · Longsheng · Longhua · Qinghu